# ريتشموند كورت
ريتشموند كورت (بالإنجليزية: Richmond Court)‏ هو مجمع شقق تاريخي بشارع بيكون في بروكلين، ماساتشوستس. صممه رالف ادام كرام (Ralph Adams Cram) وتم بناؤه عام 1898.